# Distretto elettorale di Tsumeb
Il distretto elettorale di Tsumeb è un distretto elettorale della Namibia situato nella Regione di Oshikoto con 19.840 abitanti al censimento del 2011. Il capoluogo è la città di Tsumeb.